# Vanessa Borne
Danielle Kamela (Scottsdale, 18 marzo 1988) è una wrestler statunitense nota per i suoi trascorsi in WWE fra il 2016 ed il 2021.

## Carriera nel wrestling

### Knokx Pro Entertainment (2016)
Danielle è stata allenata da Gangrel e Rikishi nella Knokx Pro Entertainment. Ha fatto il suo debutto come Danielle il 26 marzo 2016 durante un evento della KPA venendo sconfitta da Pedro, in un match dove il KPA European Cruiserweight Championship era in palio.

### WWE (2016-2021)

#### NXT(2016-2021)
Il 12 aprile 2016 è stato annunciato che Danielle ha firmato con la WWE, venendo mandata al WWE Performance Center. In seguito ha fatto il suo debutto durante un live event di NXT con il suo nome reale. Nella puntata di NXT del 5 ottobre, Danielle ha fatto il suo debutto televisivo venendo sconfitta da Peyton Royce, stabilendosi come face. Nella puntata di NXT del 19 ottobre, Danielle è stata sconfitta da Nikki Cross; dopo il match, viene continuamente attaccata dalla Cross, così l'arbitro ribalta il risultato dell'incontro. Nella puntata di NXT del 12 luglio 2017, Danielle ha adottato il ringname Vanessa Borne e ha sconfitto Jayme Hachey in un match di qualificazione al Mae Young Classic. Nel suddetto torneo, Vanessa è stata eliminata da Serena Deeb al primo turno.
Nella puntata di NXT del 27 settembre Vanessa è stata sconfitta da Liv Morgan, passando tra la fila delle heel. Nella puntata di NXT del 25 ottobre, Vanessa ha preso parte ad una Battle royal match per decretare la quarta sfidante che si contenderà l'NXT Women's Championship, reso vacante da Asuka, a NXT Takeover: War Games in un Fatal four-way match, ma è stata eliminata da Nikki Cross. Nella puntata di NXT del 22 febbraio 2018, Vanessa è stata sconfitta da Nikki Cross. Nella puntata di NXT del 4 aprile, Vanessa è stata sconfitta da Kairi Sane. Nella puntata di NXT del 2 maggio, Vanessa interrompe Dakota Kai, criticando il suo poco coraggio dimostrato con la campionessa femminile di NXT Shayna Baszler, al quale la Kai risponde che di lei non ha affatto paura. Nella puntata di NXT del 9 maggio, Vanessa è stata sconfitta da Dakota Kai; a fine match, fa la sua comparsa Shayna Baszler, che chiude la Borne in una presa di sottomissione, mentre la Kai scappa via intimorita. Nella puntata di NXT del 27 giugno, Vanessa si prende gioco di Kairi Sane, dicendole di preoccuparsi perché presto si affronteranno, in un match che viene poi accettato la settimana successiva. Nella puntata di NXT dell'11 luglio, Vanessa è stata sconfitta da Kairi Sane. Nella puntata di NXT del 9 agosto, Vanessa è stata sconfitta da Taynara Conti in un match di qualificazione alla seconda edizione del Mae Young Classic. Nella puntata di NXT del 26 settembre, Vanessa è stata sconfitta da Kairi Sane per la terza volta. Nella puntata di NXT del 28 novembre, Vanessa è stata sconfitta da Mia Yim. Nella puntata di NXT del 13 febbraio 2019, Vanessa accompagna la sua nuova alleata Aliyah nel suo match vinto contro Taynara Conti; a fine match, le tre vengono assalite da Shayna Baszler, Jessamyn Duke e Marina Shafir. Nella puntata di NXT del 27 febbraio, Vanessa e Aliyah hanno sconfitto Taynara Conti e Xia Li. Nella puntata di NXT del 27 marzo, Vanessa e Aliyah affrontano Kacy Catanzaro e Lacey Lane, ma il match finisce in No Contest in seguito all'intervento di Shayna Baszler, Jessamyn Duke e Marina Shafir. Nella puntata di NXT del 3 aprile, Vanessa e Aliyah irrompono durante un'intervista di Candice LeRae, dandole della perdente, accuse che la LeRae risponde lanciando una sfida. Nella puntata di NXT del 10 aprile, Vanessa accompagna Aliyah nel suo match perso contro Candice LeRae, nonostante le sue varie interfernze. Nella puntata di NXT del 24 aprile, Vanessa e Aliyah sono state sconfitte da Candice LeRae e Kacy Catanzaro. Nella puntata di NXT del 15 maggio Vanessa, accompagnata da Aliyah, ha sconfitto Jessie. Nella puntata di NXT del 26 maggio, Vanessa e Aliyah si prendono gioco di Mia Yim, per poi annunciare un match fra Aliyah e Mia. Nella puntata di NXT del 3 luglio, Vanessa accompagna Aliyah nel suo match perso contro Mia Yim. Nella puntata di NXT del 21 agosto, Vanessa è stata sconfitta da Mia Yim, dopo varie interferenze di Aliyah. Nella puntata di NXT del 13 novembre, Vanessa accompagna Aliyah nel suo match perso contro Xia Li, dove riporta una frattura al naso (storyline, in realtà Aliyah ha dovuto effettuare un intervento chirurgico al naso, giustificando la sua assenza televisiva). Nella puntata di NXT del 27 novembre, Vanessa è stata sconfitta da Xia Li. Nella puntata di NXT del 15 gennaio 2020, Vanessa ha preso parte ad una Women's Battle Royal match per decretare la prima sfidante all'NXT Women's Championship detenuto da Rhea Ripley in quel di NXT TakeOver: Portland, ma è stata eliminata da Mia Yim.
Dopo mesi di inattività, è stata rilasciata il 19 maggio 2021.

## Personaggio

### Mosse finali
- Spinning leg hook belly-to-back suplex

### Musiche d'ingresso
- Sonrisa Mentirosa (NXT; 5 ottobre 2016–23 giugno 2017)
- Sin di Extreme Music (NXT; 23 giugno 2017–19 maggio 2021)